# 极度恐慌2：起源计划
《极度恐慌2：起源计划》是2009年推出的第一人稱射擊恐怖遊戲，支援Microsoft Windows、Xbox 360和PlayStation 3平台。這是《极度恐慌》系列的第二款遊戲，其續作為《F.E.A.R. 3》。遊戲由Monolith Productions開發並由華納兄弟互動娛樂發行，於2009年2月全平台上市。2009年9月，Monolith發布了一個名為《F.E.A.R. 2: Reborn》的單人玩家DLC包。2015年3月，基礎遊戲和Reborn都在GOG.com上架。到了2021年11月，《F.E.A.R.》系列，包括Reborn在內，被加入了Microsoft的向後兼容計劃，使得這些遊戲可以在Xbox One和Xbox Series X/S上遊玩。值得一提的是，《Project Origin》忽略了由TimeGate Studios開發的原版遊戲的兩個擴展包（《F.E.A.R. Extraction Point》和《F.E.A.R. Perseus Mandate》）的事件，這兩款擴展包現在不再被認為是《F.E.A.R.》系列的正統部分。
在開發這款遊戲時，Monolith Productions對首作的玩家反饋進行了細緻的分析，特別是對於哪些方面受到喜愛，哪些方面存在不足之處。基於這一點，他們著手改進了原作中最常受到批評的兩個方面：單調重複的遊戲環境和敵人種類的單一。與此同時，他們也努力強化了遊戲中最受好評的部分，即戰鬥機制和敵方AI的智能程度。他們還期望通過在遊戲中賦予Alma一個比第一部作品更為核心的角色，來加強原作的恐怖氛圍。
整體來看，遊戲獲得了評論家的積極評價，儘管他們普遍認為這部作品不如第一款遊戲。評論家們普遍讚揚的方面包括戰鬥機制、音效效果、機甲段落、畫面呈現以及敵人種類的多樣性，一些評論家甚至對關卡設計和配音演出給予了高度評價。然而，遊戲的劇情、掩體系統、恐怖元素以及與第一款遊戲相比的一些玩法變動（特別是移除了瞄準功能）未能獲得同樣的好評。多人遊戲部分也受到了一些評論。此外，有評論家認為這款遊戲過於保守，缺乏創新，更像是一款製作精良的標準射擊遊戲。

## 遊戲玩法

在最高画质下的游戏画面

遊戲的玩法與前作相近。玩家能使用的武器有手槍、突擊步槍、衝鋒槍、霰彈槍、自動霰彈槍、狙擊步槍、釘槍、火箭發射器、雷射卡賓槍、火焰噴射器和脈衝步槍等。這些武器在準確性、射程、射速、穿甲能力、傷害力和重量等方面各有差異。玩家一次只能帶著四種不同的槍械。此外，玩家還能使用四種不同的投擲裝置，包括破片手榴彈、燃燒手榴彈、電擊手榴彈和近距地雷。每種類型可帶五個，最多能同時帶四種（即最多20個投擲裝置），只能準備使用其中一種。玩家在投擲手榴彈前還能「煮熟」它們；也就是引爆後稍微拿一會兒再扔，屏幕上的計時器會顯示爆炸的倒數時間。
在這款遊戲中，「子弹时间」是一個核心的遊戲機制。它能夠將遊戲世界的時間放慢，同時保持玩家瞄準和反應速度的正常運作。這個效果仿佛賦予了玩家角色超凡的反射神經，並通過一些特殊的視覺效果來呈現，如子彈飛行過程中產生的空氣扭曲，或者與遊戲內的粒子系統互動。子彈時間能持續的時間是有限制的，由一個計量表來控制，當玩家停止使用這個功能時，這個計量表會逐漸回復。玩家還可以撿拾「反射增強劑」來永久提升這個計量表的容量。遊戲中還提供了其他可以撿拾的物品，如醫療包、即時使用的醫療注射劑和防護裝甲（可減輕玩家在戰鬥中受到的傷害）。醫療注射劑一撿到就會立刻使用，而醫療包則可以保存起來，最多能攜帶三個，玩家可以在需要的時候手動使用它們。
遊戲新增了一項與環境互動的新功能，玩家現在可以推倒桌子或是讓架子傾倒來作為掩護。在特定情況下，玩家還能移除擋住道路的物體。與第一部遊戲不同，本作引入了有限度的自我恢復生命值系統。當玩家的生命值降至30%以下，如果能暫時避免受到更多傷害，生命值將會自動恢復，但最高只能恢復至30%。遊戲中也加入了機械瞄具功能，這是第一部遊戲所沒有的（第一部遊戲中，畫面僅會稍微放大，並未切換到實際的瞄準器視角）。玩家還能使用PDA，其中包括了當前任務目標、遊戲教程、武器信息和玩家收集的情報等內容，這些內容會自動按主題分類。
遊戲中新加入了駕駛機甲的玩法，遊戲中將這種機甲稱為「精英動力裝甲」（Elite Power Armor，簡稱EPA）。在遊戲的特定章節，玩家將有機會操作EPA，但也可以選擇步行通過該關卡，不利用機甲的幫助。。EPA裝備了兩挺迷你槍和兩枚可從肩膀發射的火箭發射器，兩者的彈藥均為無限供應。然而，迷你槍在連續射擊一段時間後會過熱，需要時間冷卻；火箭發射器則需要一段時間來裝填彈藥。EPA還具有自動回血的功能，並提供了夜視模式，讓玩家在黑暗或視線不佳的環境中能更容易識別熱源和敵人。

## 劇情
故事發生在《极度恐慌》首部作品結局大爆炸前30分鐘，一支三角洲部隊已經被派遣出來，任務是保護阿瑪昌科技公司（ATC）總裁吉納維芙·阿里斯提德，因為有人擔憂ATC董事會可能正密謀刺殺她，試圖使她閉嘴。這支精挑細選的小隊包括了：一等軍士長格里芬、士官長基根、士官詹科斯基（之前作為主角的哥哥）、士官莫拉萊斯、士官貝克特（故事的主角）、下士福克斯，以及通訊聯絡官上尉斯托克斯。
小隊被投放到阿里斯提德的豪華頂層公寓後，立即遭到了ATC特種部隊的攻擊。從任務一開始，貝克特就開始經歷與阿爾瑪·韋德有關的幻覺。在阿里斯提德的公寓中，貝克特發現了有關一個叫做「先驅者」的ATC計劃的線索，這個計劃似乎與他及他的隊員們息息相關。文件中列出了每位隊員的「帕拉貢評審分數」和「心灵感应」的能力，而貝克特的分數高於「除了原始樣本之外的任何人」。就在貝克特找到阿里斯提德的片刻後，Point Man炸毀了Origin設施，其衝擊波讓貝克特失去了意識。
貝克特在一家遭特種部隊攻擊的醫院裡恢復意識，發現自己、斯托克斯和格里芬都已經接受了「啟動」手術，並且正處於「調諧」的準備階段。此時，一名自稱「蛇拳」的人與他取得了聯繫，表示他想要協助他們逃脫並消滅阿爾瑪。稍後，貝克特遇見了阿里斯提德，她告訴他，若想對抗阿爾瑪，他需要進入心靈感應調諧室（Telesthetic Attunement Chamber, TAC）。當手術進行到一半時，實驗室遭到了攻擊，貝克特親眼目睹了數名特種部隊成員被黑色觸手殘殺。隨後，他再次失去了意識，並夢見了坐在鞦韆上的阿爾瑪，而在附近則是一座核電廠。
當貝克特甦醒過來時，他發現詹科斯基躺在手術台上，並告訴他：“我們必須幫助她。你聽到了嗎？她在哭泣”，然後他就斷了氣。不久之後，福克斯突然襲擊貝克特，一邊說著“離她遠點，她是我的”，一邊被黑色的觸手殺死。最終，貝克特了解到“先驅者”計劃的真正目的——將普通人轉變成擁有心靈能力的指揮官。他突破了一支由復活的複製士兵組成的小隊的阻攔，並在“蛇拳”的引導下來到了韋德小學。在那裡，他與格里芬和斯托克斯重逢，但不久格里芬便被黑色觸手殺害。剩下的隊員乘坐裝甲運兵車抵達學校，貝克特在那裡找到了有關“帕拉貢計劃”的線索。該計劃旨在篩選出有心靈能力潛力的兒童。雖然貝克特自己沒有關於這所學校的記憶，但他確信自己也受到了該計劃的影響。
在學校地下，貝克特發現了一個隱秘的帕拉貢計劃設施，並遇見了「蛇拳」，他的真名是特里·哈福德，一位ATC的研究人員。儘管他在與複製士兵的戰鬥中幾乎立即遭到殺害，哈福德還是來得及把一些關鍵文件傳送給了貝克特和APC。他在文件中解釋說，阿里斯提德利用貝克特，將他引導進入TAC，目的是為了讓阿爾瑪能夠「察覺」到他的存在。他還提到，貝克特目前的能力還不足以直接對抗阿爾瑪，他需要前往附近斯蒂爾島上的一座核電廠內的ATC設施，利用那裡的設備來增強他的心靈能力。斯蒂爾島同時也是阿爾瑪在被轉移到起源設施之前的家。
在前往斯蒂爾島的路上，APC遭到了複製士兵的突襲，基根似乎在阿爾瑪的影響下失去了自我，離開了隊伍，似乎在尋找“她”——阿爾瑪。貝克特、斯托克斯和莫拉萊斯試圖追趕他，但最終未能成功，只能繼續前進。當他們到達斯蒂爾島時，貝克特找到了他在幻覺中看到的那棵樹，並看到阿爾瑪的鞦韆仍然掛在那裡。他和斯托克斯一起前往了放大裝置的位置。貝克特進入放大裝置，希望通過它增強自己的心靈能力。
在這個關鍵時刻，阿里斯提德趕到了現場，她解釋說她的計劃是將貝克特和阿爾瑪一起封閉在放大裝置內，從而利用阿爾瑪作為反擊ATC的武器。這解釋了為什麼她要誘騙貝克特進入TAC的真正原因：她需要阿爾瑪注意到貝克特，這樣她才能將阿爾瑪引導到放大裝置那裡。當斯托克斯試圖阻止她時，阿里斯提德毫不猶豫地殺死了她。
阿里斯提德成功地將貝克特封閉在放大裝置中，貝克特發現自己處於一個充滿幻象的異境，開始與失去理智的基根的幻象對抗。在這個過程中，他不斷地看到阿爾瑪的幻象，她似乎正在現實世界中對他進行折磨。這場幻象之戰極其艱苦，但貝克特最終成功地戰勝了幻象，成功逃脫。當放大裝置的門打開時，貝克特發現自己身處一片毀滅後的世界中央，看到了阿爾瑪。這時的阿爾瑪已經懷孕，且看起來即將分娩。
黑色的觸手從阿爾瑪的周圍蔓延開來，氣氛極為詭異。阿爾瑪慢慢走向貝克特，將他的手放在了自己隆起的肚子上。這時，一個孩子的聲音在他們之間響起：“媽媽。”

### 重生
《重生》從Paxton Fettel回溯他在原版遊戲中對即將來臨戰爭的預言開始：“戰爭已經如我所夢想，激烈爆發。現在，我所擁有的，僅僅是夢境，而夢中充滿了死亡、血腥和火焰，還有她的身影。是時候甦醒，重生了。”
故事發生的時間點，與主遊戲同步。當Becket和他的隊員正在追查「Snake Fist」於韋德小學時，另一方面，ATC保安隊則在Fairport的不同區域，向複製指揮部西格瑪發動攻擊，並調派了更多複製士兵。遊戲從一名被指派為Foxtrot 813的複製士兵跳傘至指揮部附近，並奪取一輛EPA開始。他強行突破ATC部隊，但剛開始執行任務不久，就遭遇了無線電和視頻顯示故障。他最終到達西格瑪，試圖解決裝備故障。當他確認干擾來源於原始設施的爆炸現場時，他被Paxton Fettel拉入了一個幻境，在那裡他受到了墮落複製士兵的攻擊。擊敗他們後，Fettel對他說：“看見了吧，你與其他人不同。他們現在已經毫無意義，變成了亡魂。你必須釋放我。”回到現實，813發現自己殺死了自己的複製隊友。隨後，複製指揮部下令所有複製士兵一見813就開火。
在Fettel的引導下，813開始穿越被摧毀的城市，向爆炸地點前進，一路上不斷與複製士兵交戰。在一個地下停車場，他遭遇了Alma的襲擊，但成功逃脫並繼續前進。這時Fettel在他耳邊低語：“你必須感受周圍的一切。未來充滿了可能性。” “他們不了解，也不知道自己服務於誰。”
最終，813到達爆炸地點，深入底下的廢墟。隨著不斷前進，Fettel向他承諾，他們將領導一支“強大的軍隊”。當他接近Fettel的位置時，Alma再次嘗試阻止他，但他再次成功躲避。最後，813打開了一扇門，發現Fettel跪在房間中央。Fettel歡迎他：“我的兄弟，歡迎你。”當他觸摸到813時，Fettel消失了。813隨後摘下頭盔，露出了Fettel的面孔，得意地說：“我…重生了。”

## 開發

### 版權問題與官方認證
遊戲的開發工作由Monolith Productions在2006年2月正式宣佈。在那之前，Monolith Productions已經於2004年成為了華納兄弟互動娛樂的一部分。那時，《F.E.A.R》的開發已經展開，而且已經與维旺迪達成了發行協議。到了2006年，儘管Monolith和華納兄弟互動娛樂擁有《F.E.A.R》的知識產權和角色設計權，维旺迪（他們透過自家的雪乐山品牌發行了第一部遊戲）卻仍然保有"F.E.A.R."這個名字的使用權。因此，任何非维旺迪製作且設定在《F.E.A.R》世界中的遊戲都可以使用原作的角色和故事情節，但不能使用《F.E.A.R》這個名稱。相反地，任何非華納兄弟互動娛樂製作且設定在《F.E.A.R》世界中的遊戲不能使用原作的角色和故事情節，但卻可以使用《F.E.A.R》這個名字。在2006年5月，维旺迪宣佈正在由TimeGate Studios開發的第一部遊戲的擴展包《F.E.A.R. Extraction Point》即將推出，並澄清這個擴展包的劇情已經得到了Monolith的認可，而且與他們為續集制定的計劃一致。
在2007年8月討論到版權問題時，正在制作的續作的製片人Troy Skinner表示，Monolith Productions不能使用F.E.A.R.這個名稱其實並不是什麼大困擾。
這只影響到了遊戲名稱和玩家角色所屬組織的名稱。遊戲世界中其他所有方面我們都擁有完整的權利。Alma、過往的故事情節、Armacham 公司、武器等都是我們的。顯而易見，開發團隊、遊戲引擎，以及對人工智慧的專業知識也都掌握在我們手中。。
在2008年12月，距離遊戲發行僅剩幾個月，Monolith Productions正式證實了外界長期以來的猜測：雖然最初有報導稱他們認可了《Extraction Point》和第二個擴展包《F.E.A.R. Perseus Mandate》的故事情節，並且聲稱這些情節與他們對於續集的計劃是一致的，但事實上，續集將不會考慮這兩個擴展包中的事件，而是直接作為原版遊戲的直接續作。首席藝術家Dave Matthews解釋道：
這些擴展包是由Monolith團隊之外的其他團隊制作的，他們把故事引向了我們當初並不打算選擇的一個完全不同的方向。因此，當我們開始著手開發《F.E.A.R. 2》的時候，我們面臨了一個非常艱難的抉擇：我們是應該試圖梳理並改變故事線，讓它適應我們想通過Alma來講述的故事，並且試圖將其與《Extraction Point》和《Perseus Mandate》之間的故事弧進行融合嗎？最終，我們決定將其看作是一個“假設？”或者一個替代的故事線，因為我們認為保持故事的純粹性，對於講好這個故事會更有幫助。
在接受《电脑与电子游戏》杂志的访问时，他再次强调：“TimeGate将故事引向了我们最初并不打算走的方向。我们将《Extraction Point》和《Perseus Mandate》视作一个平行宇宙的存在，一种‘可能会是这样’的设想。正因为如此，它们并不会真正影响我们想要讲述的故事。《F.E.A.R.》讲述的是Alma的故事，而《F.E.A.R. 2》也是。我们希望能够按照最初的设想，继续这个故事线。””

### 為遊戲命名
受到版權問題的影響，遊戲的名稱還未確定。在2007年6月，Monolith Productions發起了一項名為“Name Your Fear”的活動，目的是尋找遊戲的新名稱。該活動僅對美國居民開放，參賽者需要在三周內提交他們的命名建議。之後，Monolith將從中選出三位決賽者，並將這些名稱提交給公眾投票。Monolith特別指出，他們希望這個新名字能夠引發與“瘋狂行動、亞洲恐怖、毀滅、末日、準軍事、血腥”等元素相關的聯想，並提醒粉絲不要提交包含縮寫、不雅詞語或在其他語言中有特殊含義的名稱。為了激發粉絲的創意，他們還公開了一段簡短的劇情介紹和兩幅概念藝術圖。最終的三位決賽者將有機會親自訪問Monolith Productions位於華盛頓州柯克蘭的總部，參加幕後導覽，與遊戲設計師見面，並有機會將自己的肖像納入遊戲中。
到了八月份，三個備選名稱被公之於眾，分別是Dead Echo、Project Origin和Dark Signal。Monolith Productions也帶著幽默感分享了一些被他們拒絕的名字案例，其中包括S.C.A.R.E.D.、A.F.R.A.I.D.、C.H.U.C.K.N.O.R.R.I.S.、M.e.a.t.、S.A.U.S.A.G.E.、Little Miss Bloodshine、Bloodbath Tycoon、Snake FIST、Killdozer、Rage、Inhumane、Aftermath、Shroud、Atrox和Shattered。到了九月份，最終的勝出名稱被確定為Project Origin。
2008年9月，Monolith Productions和華納兄弟互動娛樂從维旺迪手中收回了《F.E.A.R.》的命名權，並決定將“Project Origin”作為副標題保留。

## 評價
遊戲獲得了普遍的好評，PC版和PlayStation 3版在Metacritic上根據49條和48條評論分別得到了100分中的79分。Xbox 360版根據68條評論得到了100分中的77分。
IGN的Jason Ocampo給了所有三個版本8.3分（滿分10分），他讚揚了遊戲的配樂、音效效果、配音和劇情，但他批評了製造掩護的功能（“感覺像是一個噱頭，因為沒有真正有效的方式來利用那個掩護”）和多人遊戲部分。儘管他整體上喜歡這款遊戲（“它是一款好的射擊遊戲，幾乎達到了優秀的水平”），但他認為，“它並不像其前作那樣具有突破性。” GameSpot的Kevin VanOrd給了所有三個版本7分（滿分10分）。他對故事、氛圍、多人遊戲和圖形提出了批評，指出“從技術層面來看，F.E.A.R. 2無法與其同類FPS遊戲相提並論”，並提到了“簡單的紋理”、“不一致的陰影”、剪影和照明效果不佳。然而，他讚揚了音效效果、關卡設計、戰鬥機制和慢動作的使用。他總結說，“儘管遊戲有趣且製作精良，[它]似乎忽略了使其前作如此獨特的優勢。”
PC Zone的Steve Hogarth給PC版本打了80分（滿分100分）。他對製造掩護的功能和遊戲的氛圍提出了批評，但他讚揚了新敵人的設計、關卡設計、戰鬥機制和慢動作的應用。他總結說，“原版F.E.A.R.中的魔法在這裡的某個地方......但Project Origin並未能提供與原作同樣的震撼。” CVG的Mike Jackson給PC版本打了7.5分（滿分100分）。他對恐怖元素和故事情節表示了極大的不滿，但他讚揚了“滿足人心”的戰鬥機制、畫面效果、音效效果、動畫、物理效果、慢動作的應用、關卡設計和敵人的多樣性。他總結說，儘管遊戲“打扮成了一部史詩般的、尖銳而恐怖的大作，但在表層之下，它是一款紮實的FPS遊戲。”
《Official Xbox Magazine》(北美版)的Paul Curthoys給Xbox 360版本評了7.5分（滿分10分）。他對遊戲的氛圍、恐怖元素和故事情節提出了批評，認為“這個系列已經失去了一些它的魔力。”雖然他對戰鬥機制、關卡設計和機甲部分給予了好評，但他最終總結說，“[這款遊戲]遠沒有我們所期待的那麼驚艷。”
《Official Xbox Magazine》(英國版)的Ben Talbot給Xbox 360版本評了7分。他對遊戲的恐怖元素提出了批評，認為它“包含了所有人們能想像到的老生常談。”他對戰鬥機制和機甲部分給予了好評，但最終總結說，“它在創新或給人驚喜的方面表現得如何？它絕對不差，但對於這樣一個重量級的遊戲系列來說，我們期待得更多。”
Eurogamer的Kieron Gillen給Xbox 360版本評了5分（滿分10分），批評遊戲“嚴重缺乏創意”。儘管他對戰鬥機制表示讚揚，但他認為這款遊戲“只是在勾勒出一張流派的陳詞濫調清單”，並且稱其為“有史以來最典型的走廊射擊遊戲”。
在遊戲發布幾天後，Steve Gaynor（《Perseus Mandate》主要關卡設計師）在一篇博客文章中對《Project Origin》提出了嚴厲的批評，特別是指出關卡設計削弱了AI，讓它看起來不如第一款遊戲及其兩個擴展包那麼直觀：“常常會出現限制性強、線性的戰鬥空間，沒有可供規避的走廊。”他認為，“這不僅讓玩家在戰鬥中的體驗更加令人沮喪，也讓敵人看起來不那麼聰明——由於可導航的選項減少，他們傾向於更常停留在原地，較少給玩家帶來意外的驚喜。”
在2021年對該遊戲的回顧中，《The Escapist》的Elijah Beahm把它稱為“Monolith最糟糕的作品”。他對遊戲玩法的改變提出了批評，特別指出刪除了傾斜功能，並認為這些改變“凸顯了[原版]《F.E.A.R.》為何如此成功。”他認為遊戲中的恐怖元素不過是“廉價恐怖屋的小把戲。”同樣批評關卡設計的他指出，“關卡更為狹窄，將玩家引入可預見的交火戰，可變性不及第一款遊戲的一半。”他最終總結道，“就好像有人拿到了一份詳細列出了《F.E.A.R.》所有精彩元素的清單，然後刻意試圖顛覆或否定其中的每一點。”